# Рој (Вашингтон)
Рој (енгл. Roy) град је у америчкој савезној држави Вашингтон. По попису становништва из 2010. у њему је живело 793 становника.

## Демографија
Према попису становништва из 2010. у граду је живело 793 становника, што је 533 (205,0%) становника више него 2000. године.
| Група             | 2000.       | 2010.       |
| Белци             | 205 (78,8%) | 627 (79,1%) |
| Афроамериканци    | 2 (0,8%)    | 25 (3,2%)   |
| Азијати           | 6 (2,3%)    | 29 (3,7%)   |
| Хиспаноамериканци | 21 (8,1%)   | 30 (3,8%)   |
| Укупно            | 260         | 793         |